# Gmina Čechovice-Dědice
Gmina Čechovice-Dědice (polsky Gmina Czechowice-Dziedzice) je gmina v jižním Polsku ve Slezském vojvodství v okrese Bílsko-Bělá. Skládá se z:
- města Čechovice-Dědice (Czechowice-Dziedzice) – 35 784 obyvatel, rozloha 32,9 km²;

a tří vesnic:
- Brúnov (Bronów) – 1 059 obyvatel, rozloha 6 km²;
- Lhota (Ligota) – 4 578 obyvatel, rozloha 14 km²;
- Zábřeh (Zabrzeg) – 3 170 obyvatel, rozloha 14 km²;

Dohromady má celá gmina rozlohu 66,9 km² (14,5 % území okresu) a v roce 2016 zde žilo 45 075 obyvatel (27,8 % obyvatelstva okresu).
Sousedí s Goczałkowicemi-Zdrój na severu, gminou Bestwina na východě, gminou Chyby na západě, gminou Jasenice a městem Bílsko-Bělá na jihu. Přes blízkost Bílska-Bělé a silné s ním vztahy, nepatřilo území gminy mezi lety 1975 až 1998 k Bílskemu vojvodství, nýbrž Katovickému, což souviselo s černouhelným dolem Silesia v Čechovicích-Dědicích a tehdejší snahou zahrnout celý hornický průmysl polského Horního Slezska a západního Malopolska do jednoho správního celku.
Gmina leží na severovýchodním okraji Těšínského Slezska, její severní hranice – řeka Visla – je historickou hranicí mezi pruským a rakouským státem, zatímco východní – řeka Bělá – odděluje Slezsko od Haliče, resp. Malopolska.
Čechovice-Dědice jsou významným průmyslovým střediskem (důl Silesia, ropná rafinerie Czechowice, válcovna kovů Dziedzice, továrna na zápalky Czechowice, továrna na elektrické součástky Kontakt-Simon a další) a železničním uzlem (magistrála Krakov–Bohumín–Vídeň a trať Katovice–Bílsko-Bělá–Čadca). Se železnicí je spjat i život Zábřehu, nachází se tam seřaďovací nádraží Zabrzeg-Czarnolesie. U Zábřehu se nachází Goczałkowická přehrada a Černý les s chráněným rašeliništěm Rotuz. Lhota a Brúnov si do značné míry ještě uchovávají venkovský ráz. Neodmyslitelnou součástí místní krajiny jsou četné rybníky, jedná se totiž o část rybníkářské oblasti zvané Žabí kraj.
V současnosti území gminy patří k suburbánní zóně Bílska-Bělé.